# Dušan Salfický
Dušan Salfický (n. 28 martie 1972, Chrudim, Pardubice, Cehia) este un jucător de hochei pe gheață ce a reprezentat Cehia, medaliat olimpic. A participat la o ediție a Jocurilor Olimpice (2006) în care a câștigat o medalie de bronz.